# Zenon Karol Belina-Brzozowski
Zenon Ignacy Karol Marian Belina-Brzozowski, Зенон Беліна Бжозовський (ur. 15 sierpnia 1877 we Lwowie, zm. we wrześniu 1940) – polski arystokrata (hrabia) i urzędnik konsularny.

## Życiorys
Syn Karola hr. (primog.) Brzozowskiego z Brzozowa h. Belina (1846–1941), i Pelagii Maria Potockiej z Podhajec h. Pilawa (Srebrna) (1848–1901). Posiadał majątki na Podolu, na początku I wojny światowej osiadł w Odessie, brał czynny udział w życiu wielu lokalnych organizacji polonijnych, był członkiem redakcji „Tygodnika Odeskiego”, polskiego Towarzystwo Ofiar Wojny i Towarzystwa Rozwoju Gimnazjum Polskiego im T. Kościuszki.
Był współinicjatorem i współorganizatorem powołania polskiego przedstawicielstwa w Odessie oraz pierwszym konsulem RP powołanym tamże (1918–1919). Aktywnie promował mobilizację miejscowych Polaków w celu przeorganizowania przybyłej do miasta brygady strzelców polskich do poziomu dywizji. Brzozowski był także przedstawicielem rządu polskiego przed dowództwem wojsk Ententy.